# Łungcha
Łungcha – rzeka w Rosji, w Jakucji; lewy dopływ Leny. Długość 533 km; powierzchnia dorzecza 10 300 km².
Powstaje z połączenia kilku mniejszych rzek na Płaskowyżu Nadleńskim, płynie w kierunku północno-wschodnim przez Nizinę Środkowojakucką; uchodzi do Leny ok. 40 km powyżej ujścia Wiluja.
Zamarza od października do maja; zasilanie śniegowo-deszczowe.